# Řád kříže země Panny Marie
Řád kříže země Panny Marie (estonsky Maarjamaa Risti teenetemärk) je estonské státní vyznamenání, které bylo založeno roku 1995, aby připomínalo vyhlášení nezávislosti na Sovětském svazu. Název řádu vychází ze středověkého názvu Livonska, které se nazývalo země Panny Marie. Řád uděluje prezident republiky výhradně cizincům za zásluhy o Estonskou republiku. Sám prezident je nositelem řádu a může si ho ponechat i po složení funkce.
Řád je udělován v jedné skupině a má pět tříd, přičemž řádový řetěz funguje jako speciální třída pro hlavy státu.
Nese také estonský státní znak, tři modré lvy na zlatém štítě. Původně to byl znak Tallinnu, udělený městu jeho tehdejším pánem, dánským králem Valdemarem II., manželem Dagmary-Markéty Přemyslovny.